# Ashley Williams (calciatore)
Ashley Williams (Tamworth, 23 agosto 1984) è un ex calciatore gallese, di ruolo difensore.

## Carriera

### Club
Williams cresce nel settore giovanile del West Bromwich Albion. Nel 2001, all'età di 16 anni, viene svincolato dal club e passa all'Hednesford Town.
Pur non essendo un titolare, a Hednesford impressiona positivamente. Dopo aver collezionato 34 presenze senza gol, il 31 dicembre 2003 passa allo Stockport County.
Esordisce con lo Stockport il 16 marzo 2004, in casa dell'Hartlepool, segna il primo gol il 13 novembre nella partita vinta per 3-2 contro l'Huddersfield e in seguito diventa anche capitano.
Il 27 marzo 2008 passa in prestito allo Swansea City fino al termine della stagione e debutta con la nuova maglia l'8 aprile in casa del Carlisle United in una partita terminata a reti inviolate. In quella stagione gioca altre due partite.
Il 22 maggio viene acquistato definitivamente dal club gallese per circa 400.000 sterline.
Segna il suo primo gol con lo Swansea il 16 settembre contro il Derby County.
Nella stagione 2010-2011 contribuisce alla prima promozione in FA Premier League della storia della squadra gallese, tramite i play-off.
Il 23 dicembre 2012 si è reso protagonista di un brutto episodio: durante una partita contro il Manchester United (1-1), in un'azione di gioco, colpisce violentemente il pallone sulla testa di Van Persie, che era già a terra, scatenando una rissa tra i giocatori. Il 4 luglio 2014 rinnova il suo contratto con lo Swansea per altri quattro anni.

### Nazionale
Convocabile dalla nazionale del Galles grazie alle origini di suo nonno, ha esordito il 26 marzo 2008 in un'amichevole contro il Lussemburgo. L'11 agosto 2010 contro il Lussemburgo ha segnato il primo gol in nazionale.
Viene convocato per gli Europei 2016 in Francia, dove va a segno nei quarti di finale contro il Belgio, segnando il gol del momentaneo pareggio nella vittoria 3-1 dei gallesi.

## Statistiche

### Presenze e reti nei club
Statistiche aggiornate al 3 marzo 2018.
| Stagione                | Squadra                 | Campionato              | Campionato | Campionato | Coppe nazionali | Coppe nazionali | Coppe nazionali | Coppe continentali | Coppe continentali | Coppe continentali | Altre coppe | Altre coppe | Altre coppe | Totale | Totale |
| Stagione                | Squadra                 | Comp                    | Pres       | Reti       | Comp            | Pres            | Reti            | Comp               | Pres               | Reti               | Comp        | Pres        | Reti        | Pres   | Reti   |
| ----------------------- | ----------------------- | ----------------------- | ---------- | ---------- | --------------- | --------------- | --------------- | ------------------ | ------------------ | ------------------ | ----------- | ----------- | ----------- | ------ | ------ |
| gen.-giu. 2004          | Stockport County        | TD                      | 10         | 0          | FACup+CdL       | -               | -               | -                  | -                  | -                  | FLT         | -           | -           | 10     | 0      |
| 2004-2005               | Stockport County        | FL1                     | 44         | 1          | FACup+CdL       | 3+1             | 1+0             | -                  | -                  | -                  | FLT         | 1           | 0           | 49     | 2      |
| 2005-2006               | Stockport County        | FL2                     | 36         | 1          | FACup+CdL       | 1+1             | 0               | -                  | -                  | -                  | FLT         | 0           | 0           | 38     | 1      |
| 2006-2007               | Stockport County        | FL2                     | 46         | 1          | FACup+CdL       | 2+1             | 0               | -                  | -                  | -                  | FLT         | 1           | 0           | 50     | 1      |
| 2007-mar. 2008          | Stockport County        | FL2                     | 26         | 0          | FACup+CdL       | 0+2             | 0               | -                  | -                  | -                  | FLT         | 1           | 0           | 29     | 0      |
| Totale Stockport County | Totale Stockport County | Totale Stockport County | 162        | 3          |                 | 11              | 1               |                    | -                  | -                  |             | 3           | 0           | 176    | 4      |
| mar.-giu. 2008          | Swansea City            | FL1                     | 3          | 0          | FACup+CdL       | -               | -               | -                  | -                  | -                  | FLT         | -           | -           | 3      | 0      |
| 2008-2009               | Swansea City            | FLC                     | 46         | 2          | FACup+CdL       | 4+1             | 0               | -                  | -                  | -                  | -           | -           | -           | 51     | 2      |
| 2009-2010               | Swansea City            | FLC                     | 46         | 5          | FACup+CdL       | 0               | 0               | -                  | -                  | -                  | -           | -           | -           | 46     | 5      |
| 2010-2011               | Swansea City            | FLC                     | 46+3       | 3          | FACup+CdL       | 2+2             | 0               | -                  | -                  | -                  | -           | -           | -           | 53     | 3      |
| 2011-2012               | Swansea City            | PL                      | 37         | 1          | FACup+CdL       | 2+1             | 0               | -                  | -                  | -                  | -           | -           | -           | 40     | 1      |
| 2012-2013               | Swansea City            | PL                      | 37         | 0          | FACup+CdL       | 0+4             | 0               | -                  | -                  | -                  | -           | -           | -           | 41     | 0      |
| 2013-2014               | Swansea City            | PL                      | 34         | 1          | FACup+CdL       | 2+0             | 0               | UEL                | 7                  | 0                  | -           | -           | -           | 43     | 1      |
| 2014-2015               | Swansea City            | PL                      | 37         | 0          | FACup+CdL       | 0+2             | 0               | -                  | -                  | -                  | -           | -           | -           | 39     | 0      |
| 2015-2016               | Swansea City            | PL                      | 36         | 2          | FACup+CdL       | 0               | 0               | -                  | -                  | -                  | -           | -           | -           | 36     | 2      |
| Totale Swansea City     | Totale Swansea City     | Totale Swansea City     | 322+3      | 14         |                 | 20              | 0               |                    | 7                  | 0                  |             | -           | -           | 352    | 14     |
| 2016-2017               | Everton                 | PL                      | 36         | 1          | FACup+CdL       | 1+2             | 0               | -                  | -                  | -                  | -           | -           | -           | 39     | 1      |
| 2017-2018               | Everton                 | PL                      | 24         | 1          | FACup+CdL       | 0+2             | 0               | UEL                | 8                  | 1                  | -           | -           | -           | 34     | 2      |
| Totale Everton          | Totale Everton          | Totale Everton          | 60         | 2          |                 | 5               | 0               |                    | 8                  | 1                  |             | -           | -           | 73     | 3      |
| Totale carriera         | Totale carriera         | Totale carriera         | 547        | 19         |                 | 36              | 1               |                    | 15                 | 1                  |             | 3           | 0           | 601    | 21     |

### Cronologia presenze e reti in nazionale
| Cronologia completa delle presenze e delle reti in nazionale ― Galles | Cronologia completa delle presenze e delle reti in nazionale ― Galles | Cronologia completa delle presenze e delle reti in nazionale ― Galles | Cronologia completa delle presenze e delle reti in nazionale ― Galles | Cronologia completa delle presenze e delle reti in nazionale ― Galles | Cronologia completa delle presenze e delle reti in nazionale ― Galles | Cronologia completa delle presenze e delle reti in nazionale ― Galles | Cronologia completa delle presenze e delle reti in nazionale ― Galles |
| Data                                                                  | Città                                                                 | In casa                                                               | Risultato                                                             | Ospiti                                                                | Competizione                                                          | Reti                                                                  | Note                                                                  |
| --------------------------------------------------------------------- | --------------------------------------------------------------------- | --------------------------------------------------------------------- | --------------------------------------------------------------------- | --------------------------------------------------------------------- | --------------------------------------------------------------------- | --------------------------------------------------------------------- | --------------------------------------------------------------------- |
| 26-3-2008                                                             | Lussemburgo                                                           | Lussemburgo                                                           | 0 – 2                                                                 | Galles                                                                | Amichevole                                                            | -                                                                     |                                                                       |
| 28-5-2008                                                             | Reykjavík                                                             | Islanda                                                               | 0 – 1                                                                 | Galles                                                                | Amichevole                                                            | -                                                                     |                                                                       |
| 1-6-2008                                                              | Rotterdam                                                             | Paesi Bassi                                                           | 2 – 0                                                                 | Galles                                                                | Amichevole                                                            | -                                                                     |                                                                       |
| 20-8-2008                                                             | Swansea                                                               | Galles                                                                | 1 – 2                                                                 | Georgia                                                               | Amichevole                                                            | -                                                                     |                                                                       |
| 6-9-2008                                                              | Cardiff                                                               | Galles                                                                | 1 – 0                                                                 | Azerbaigian                                                           | Qual. Mondiali 2010                                                   | -                                                                     |                                                                       |
| 10-9-2008                                                             | Mosca                                                                 | Russia                                                                | 2 – 1                                                                 | Galles                                                                | Qual. Mondiali 2010                                                   | -                                                                     | 46’                                                                   |
| 11-10-2008                                                            | Cardiff                                                               | Galles                                                                | 2 – 0                                                                 | Liechtenstein                                                         | Qual. Mondiali 2010                                                   | -                                                                     |                                                                       |
| 15-10-2008                                                            | Mönchengladbach                                                       | Germania                                                              | 1 – 0                                                                 | Galles                                                                | Qual. Mondiali 2010                                                   | -                                                                     |                                                                       |
| 19-11-2008                                                            | Copenaghen                                                            | Danimarca                                                             | 0 – 1                                                                 | Galles                                                                | Amichevole                                                            | -                                                                     |                                                                       |
| 11-2-2009                                                             | Faro                                                                  | Galles                                                                | 0 – 1                                                                 | Polonia                                                               | Amichevole                                                            | -                                                                     |                                                                       |
| 1-4-2009                                                              | Cardiff                                                               | Galles                                                                | 0 – 2                                                                 | Germania                                                              | Qual. Mondiali 2010                                                   | -                                                                     |                                                                       |
| 29-5-2009                                                             | Llanelli                                                              | Galles                                                                | 1 – 0                                                                 | Estonia                                                               | Amichevole                                                            | -                                                                     |                                                                       |
| 6-6-2009                                                              | Baku                                                                  | Azerbaigian                                                           | 0 – 1                                                                 | Galles                                                                | Qual. Mondiali 2010                                                   | -                                                                     |                                                                       |
| 12-8-2009                                                             | Podgorica                                                             | Montenegro                                                            | 2 – 1                                                                 | Galles                                                                | Amichevole                                                            | -                                                                     | 46’                                                                   |
| 9-9-2009                                                              | Cardiff                                                               | Galles                                                                | 1 – 3                                                                 | Russia                                                                | Qual. Mondiali 2010                                                   | -                                                                     |                                                                       |
| 10-10-2009                                                            | Helsinki                                                              | Finlandia                                                             | 2 – 1                                                                 | Galles                                                                | Qual. Mondiali 2010                                                   | -                                                                     |                                                                       |
| 14-10-2009                                                            | Vaduz                                                                 | Liechtenstein                                                         | 0 – 2                                                                 | Galles                                                                | Qual. Mondiali 2010                                                   | -                                                                     |                                                                       |
| 14-11-2009                                                            | Cardiff                                                               | Galles                                                                | 3 – 0                                                                 | Scozia                                                                | Amichevole                                                            | -                                                                     | Cap.                                                                  |
| 3-3-2010                                                              | Swansea                                                               | Galles                                                                | 0 – 1                                                                 | Svezia                                                                | Amichevole                                                            | -                                                                     |                                                                       |
| 23-5-2010                                                             | Osijek                                                                | Croazia                                                               | 2 – 0                                                                 | Galles                                                                | Amichevole                                                            | -                                                                     | Cap.                                                                  |
| 11-8-2010                                                             | Llanelli                                                              | Galles                                                                | 5 – 1                                                                 | Lussemburgo                                                           | Amichevole                                                            | 1                                                                     | 16’ 85’                                                               |
| 3-9-2010                                                              | Podgorica                                                             | Montenegro                                                            | 1 – 0                                                                 | Galles                                                                | Qual. Euro 2012                                                       | -                                                                     |                                                                       |
| 8-10-2010                                                             | Cardiff                                                               | Galles                                                                | 0 – 1                                                                 | Bulgaria                                                              | Qual. Euro 2012                                                       | -                                                                     | Cap.                                                                  |
| 12-10-2010                                                            | Basilea                                                               | Svizzera                                                              | 4 – 1                                                                 | Galles                                                                | Qual. Euro 2012                                                       | -                                                                     | Cap.                                                                  |
| 26-3-2011                                                             | Cardiff                                                               | Galles                                                                | 0 – 2                                                                 | Inghilterra                                                           | Qual. Euro 2012                                                       | -                                                                     |                                                                       |
| 10-8-2011                                                             | Cardiff                                                               | Galles                                                                | 1 – 2                                                                 | Australia                                                             | Amichevole                                                            | -                                                                     |                                                                       |
| 2-9-2011                                                              | Cardiff                                                               | Galles                                                                | 2 – 1                                                                 | Montenegro                                                            | Qual. Euro 2012                                                       | -                                                                     | 23’                                                                   |
| 6-9-2011                                                              | Londra                                                                | Inghilterra                                                           | 1 – 0                                                                 | Galles                                                                | Qual. Euro 2012                                                       | -                                                                     |                                                                       |
| 7-10-2011                                                             | Swansea                                                               | Galles                                                                | 2 – 0                                                                 | Svizzera                                                              | Qual. Euro 2012                                                       | -                                                                     |                                                                       |
| 11-10-2011                                                            | Sofia                                                                 | Bulgaria                                                              | 0 – 1                                                                 | Galles                                                                | Qual. Euro 2012                                                       | -                                                                     |                                                                       |
| 12-11-2011                                                            | Cardiff                                                               | Galles                                                                | 4 – 1                                                                 | Norvegia                                                              | Amichevole                                                            | -                                                                     |                                                                       |
| 29-2-2012                                                             | Cardiff                                                               | Galles                                                                | 0 – 1                                                                 | Costa Rica                                                            | Amichevole                                                            | -                                                                     | 70’                                                                   |
| 27-5-2012                                                             | East Rutherford                                                       | Messico                                                               | 2 – 0                                                                 | Galles                                                                | Amichevole                                                            | -                                                                     |                                                                       |
| 15-8-2012                                                             | Llanelli                                                              | Galles                                                                | 0 – 2                                                                 | Bosnia ed Erzegovina                                                  | Amichevole                                                            | -                                                                     |                                                                       |
| 7-9-2012                                                              | Cardiff                                                               | Galles                                                                | 0 – 2                                                                 | Belgio                                                                | Qual. Mondiali 2014                                                   | -                                                                     | 83’                                                                   |
| 11-9-2012                                                             | Novi Sad                                                              | Serbia                                                                | 6 – 1                                                                 | Galles                                                                | Qual. Mondiali 2014                                                   | -                                                                     |                                                                       |
| 12-10-2012                                                            | Cardiff                                                               | Galles                                                                | 2 – 1                                                                 | Scozia                                                                | Qual. Mondiali 2014                                                   | -                                                                     | Cap.                                                                  |
| 16-10-2012                                                            | Osijek                                                                | Croazia                                                               | 2 – 0                                                                 | Galles                                                                | Qual. Mondiali 2014                                                   | -                                                                     | Cap.                                                                  |
| 6-2-2013                                                              | Swansea                                                               | Galles                                                                | 2 – 1                                                                 | Austria                                                               | Amichevole                                                            | -                                                                     | Cap.                                                                  |
| 22-3-2013                                                             | Glasgow                                                               | Scozia                                                                | 1 – 2                                                                 | Galles                                                                | Qual. Mondiali 2014                                                   | -                                                                     | Cap.                                                                  |
| 26-3-2013                                                             | Swansea                                                               | Galles                                                                | 1 – 2                                                                 | Croazia                                                               | Qual. Mondiali 2014                                                   | -                                                                     | Cap.                                                                  |
| 14-8-2013                                                             | Cardiff                                                               | Galles                                                                | 0 – 0                                                                 | Irlanda                                                               | Amichevole                                                            | -                                                                     | Cap. 36’                                                              |
| 6-9-2013                                                              | Skopje                                                                | Macedonia                                                             | 2 – 1                                                                 | Galles                                                                | Qual. Mondiali 2014                                                   | -                                                                     | Cap.                                                                  |
| 16-11-2013                                                            | Cardiff                                                               | Galles                                                                | 1 – 1                                                                 | Finlandia                                                             | Amichevole                                                            | -                                                                     | Cap.                                                                  |
| 5-3-2014                                                              | Cardiff                                                               | Galles                                                                | 3 – 1                                                                 | Islanda                                                               | Amichevole                                                            | -                                                                     | Cap. 64’                                                              |
| 9-9-2014                                                              | Andorra la Vella                                                      | Andorra                                                               | 1 – 2                                                                 | Galles                                                                | Qual. Euro 2016                                                       | -                                                                     | Cap.                                                                  |
| 10-10-2014                                                            | Cardiff                                                               | Galles                                                                | 0 – 0                                                                 | Bosnia ed Erzegovina                                                  | Qual. Euro 2016                                                       | -                                                                     | Cap. 71’                                                              |
| 13-10-2014                                                            | Cardiff                                                               | Galles                                                                | 2 – 1                                                                 | Cipro                                                                 | Qual. Euro 2016                                                       | -                                                                     | Cap.                                                                  |
| 16-11-2014                                                            | Bruxelles                                                             | Belgio                                                                | 0 – 0                                                                 | Galles                                                                | Qual. Euro 2016                                                       | -                                                                     | Cap.                                                                  |
| 28-3-2015                                                             | Haifa                                                                 | Israele                                                               | 0 – 3                                                                 | Galles                                                                | Qual. Euro 2016                                                       | -                                                                     | Cap.                                                                  |
| 12-6-2015                                                             | Cardiff                                                               | Galles                                                                | 1 – 0                                                                 | Belgio                                                                | Qual. Euro 2016                                                       | -                                                                     | Cap.                                                                  |
| 3-9-2015                                                              | Nicosia                                                               | Cipro                                                                 | 0 – 1                                                                 | Galles                                                                | Qual. Euro 2016                                                       | -                                                                     | Cap.                                                                  |
| 6-9-2015                                                              | Cardiff                                                               | Galles                                                                | 0 – 0                                                                 | Israele                                                               | Qual. Euro 2016                                                       | -                                                                     | Cap.                                                                  |
| 10-10-2015                                                            | Zenica                                                                | Bosnia ed Erzegovina                                                  | 2 – 0                                                                 | Galles                                                                | Qual. Euro 2016                                                       | -                                                                     | Cap.                                                                  |
| 13-10-2015                                                            | Cardiff                                                               | Galles                                                                | 2 – 0                                                                 | Andorra                                                               | Qual. Euro 2016                                                       | -                                                                     | Cap. 57’                                                              |
| 13-11-2015                                                            | Cardiff                                                               | Galles                                                                | 2 – 3                                                                 | Paesi Bassi                                                           | Amichevole                                                            | -                                                                     | Cap. 46’                                                              |
| 24-3-2016                                                             | Cardiff                                                               | Galles                                                                | 1 – 1                                                                 | Irlanda del Nord                                                      | Amichevole                                                            | -                                                                     | Cap.                                                                  |
| 28-3-2016                                                             | Kiev                                                                  | Ucraina                                                               | 1 – 0                                                                 | Galles                                                                | Amichevole                                                            | -                                                                     | Cap. 65’                                                              |
| 5-6-2016                                                              | Solna                                                                 | Svezia                                                                | 3 – 0                                                                 | Galles                                                                | Amichevole                                                            | -                                                                     | Cap. 74’                                                              |
| 11-6-2016                                                             | Bordeaux                                                              | Galles                                                                | 2 – 1                                                                 | Slovacchia                                                            | Euro 2016 - 1º turno                                                  | -                                                                     | Cap.                                                                  |
| 16-6-2016                                                             | Lens                                                                  | Inghilterra                                                           | 2 – 1                                                                 | Galles                                                                | Euro 2016 - 1º turno                                                  | -                                                                     | Cap.                                                                  |
| 20-6-2016                                                             | Tolosa                                                                | Galles                                                                | 3 – 0                                                                 | Russia                                                                | Euro 2016 - 1º turno                                                  | -                                                                     | Cap.                                                                  |
| 25-6-2016                                                             | Parigi                                                                | Galles                                                                | 1 – 0                                                                 | Irlanda del Nord                                                      | Euro 2016 - Ottavi di finale                                          | -                                                                     | Cap.                                                                  |
| 1-7-2016                                                              | Lilla                                                                 | Galles                                                                | 3 – 1                                                                 | Belgio                                                                | Euro 2016 - Quarti di finale                                          | 1                                                                     | Cap.                                                                  |
| 6-7-2016                                                              | Lione                                                                 | Portogallo                                                            | 2 – 0                                                                 | Galles                                                                | Euro 2016 - Semifinale                                                | -                                                                     | Cap.                                                                  |
| 5-9-2016                                                              | Cardiff                                                               | Galles                                                                | 4 – 0                                                                 | Moldavia                                                              | Qual. Mondiali 2018                                                   | -                                                                     | Cap. 82’                                                              |
| 6-10-2016                                                             | Vienna                                                                | Austria                                                               | 2 – 2                                                                 | Galles                                                                | Qual. Mondiali 2018                                                   | -                                                                     | Cap.                                                                  |
| 9-10-2016                                                             | Cardiff                                                               | Galles                                                                | 1 – 1                                                                 | Georgia                                                               | Qual. Mondiali 2018                                                   | -                                                                     | Cap.                                                                  |
| 12-11-2016                                                            | Cardiff                                                               | Galles                                                                | 1 – 1                                                                 | Serbia                                                                | Qual. Mondiali 2018                                                   | -                                                                     | Cap. 90’                                                              |
| 24-3-2017                                                             | Dublino                                                               | Irlanda                                                               | 0 – 0                                                                 | Galles                                                                | Qual. Mondiali 2018                                                   | -                                                                     | Cap.                                                                  |
| 11-6-2017                                                             | Belgrado                                                              | Serbia                                                                | 1 – 1                                                                 | Galles                                                                | Qual. Mondiali 2018                                                   | -                                                                     | Cap.                                                                  |
| 2-9-2017                                                              | Cardiff                                                               | Galles                                                                | 1 – 0                                                                 | Austria                                                               | Qual. Mondiali 2018                                                   | -                                                                     | Cap.                                                                  |
| 5-9-2017                                                              | Chișinău                                                              | Moldavia                                                              | 0 – 2                                                                 | Galles                                                                | Qual. Mondiali 2018                                                   | -                                                                     | Cap.                                                                  |
| 6-10-2017                                                             | Tbilisi                                                               | Georgia                                                               | 0 – 1                                                                 | Galles                                                                | Qual. Mondiali 2018                                                   | -                                                                     | Cap.                                                                  |
| 9-10-2017                                                             | Cardiff                                                               | Galles                                                                | 0 – 1                                                                 | Irlanda                                                               | Qual. Mondiali 2018                                                   | -                                                                     | Cap.                                                                  |
| 10-11-2017                                                            | Saint-Denis                                                           | Francia                                                               | 2 – 0                                                                 | Galles                                                                | Amichevole                                                            | -                                                                     | Cap.                                                                  |
| 22-3-2018                                                             | Nanning                                                               | Cina                                                                  | 0 – 6                                                                 | Galles                                                                | Amichevole                                                            | -                                                                     | Cap.                                                                  |
| 26-3-2018                                                             | Nanning                                                               | Uruguay                                                               | 1 – 0                                                                 | Galles                                                                | Amichevole                                                            | -                                                                     | Cap.                                                                  |
| 28-5-2018                                                             | Pasadena                                                              | Messico                                                               | 0 – 0                                                                 | Galles                                                                | Amichevole                                                            | -                                                                     | 21’                                                                   |
| 6-9-2018                                                              | Cardiff                                                               | Galles                                                                | 4 – 1                                                                 | Irlanda                                                               | UEFA Nations League 2018-2019 - 1º turno                              | -                                                                     | cap.                                                                  |
| 11-10-2018                                                            | Cardiff                                                               | Galles                                                                | 1 – 4                                                                 | Spagna                                                                | Amichevole                                                            | -                                                                     | cap. 46’                                                              |
| 16-10-2018                                                            | Dublino                                                               | Irlanda                                                               | 0 – 1                                                                 | Galles                                                                | UEFA Nations League 2018-2019 - 1º turno                              | -                                                                     | cap.                                                                  |
| 16-11-2018                                                            | Cardiff                                                               | Galles                                                                | 1 – 2                                                                 | Danimarca                                                             | UEFA Nations League 2018-2019 - 1º turno                              | -                                                                     | cap. 87’                                                              |
| 20-3-2019                                                             | Wrexham                                                               | Galles                                                                | 1 – 0                                                                 | Trinidad e Tobago                                                     | Amichevole                                                            | -                                                                     | cap. 61’                                                              |
| 24-3-2019                                                             | Cardiff                                                               | Galles                                                                | 1 – 0                                                                 | Slovacchia                                                            | Qual. Euro 2020                                                       | -                                                                     | 73’                                                                   |
| 11-6-2019                                                             | Budapest                                                              | Ungheria                                                              | 1 – 0                                                                 | Galles                                                                | Qual. Euro 2020                                                       | -                                                                     | cap.                                                                  |
| Totale                                                                |                                                                       | Presenze (6º posto)                                                   | 86                                                                    |                                                                       | Reti                                                                  | 2                                                                     |                                                                       |

## Palmarès

### Club

#### Competizioni nazionali
- Football League One: 1

Swansea: 2007-2008
- Coppa di Lega inglese: 1

Swansea: 2012-2013

### Individuale
- Calciatore gallese dell'anno: 1

2009
- PFA Football League Championship Team of the Year: 2[9][10]

2009-2010, 2010-2011